# ナンカクラン
ナンカクラン Huperzia fordii (Baker) Dixitは、ヒカゲノカズラ科のシダ植物。岩や樹幹から垂れ下がる着生植物で、胞子嚢穂のまとまりがはっきりしない。

## 特徴
常緑の多年生草本。茎は基部で叉状に分枝して束生状になり、途中でも叉状に数度分枝する。背丈が数cmのものまでは直立、または斜めに立つが、大きくなると次第に先端が垂れ下がる。長さは普通は20-40cmだが、それ以上に大きくなることも珍しくない。
茎に沿って一面に葉が着く。葉は茎に6列に着くが、何となく二列生に見える。葉は斜上、つまり茎の先端側に向けて斜めに立つ形で着き（実際には茎は垂れ下がるので、葉も下向きに伸びる）、葉柄はなく、広披針形から長楕円形、柔らかい革質で緑色から黄緑色、中肋がはっきりしている。葉の大きさは基部では小さく、上に向かって大きくなるが、中程から上ではまた小さくなる。一番大きいものでは長さ15mm、幅3mmほど、小枝の先の方では長さ5mm以下にもなる。胞子嚢は先端部の小枝の葉腋に着く。その部分では葉が小さいので主要な茎の部分とは異なって見えるものの、胞子嚢穂というまとまりの形はとらない。
和名の由来については江戸時代の文人である服部南郭にちなむとの説もある。ただし牧野は無関係だろうと断じている。牧野原著(2008)では深津正の説としてナンカクは南客であり、これはクジャクのことで、この植物が垂れ下がった姿を木にとまったクジャクの尾に見立てたとする説を紹介している。

## 分布
本州では紀伊半島など南岸域にあるほか、それ以南の四国、九州、琉球列島、小笠原諸島、硫黄列島に見られる。国外では中国南部、台湾からヒマラヤ、インドシナ、マレーシアにまで知られるが、種の範囲、分布域は明確ではない。屋久島、種子島以南ではさほど珍しいものでは無いとも。

## 生育環境
岩や樹幹に着生する。深い森林の中に生育し、湿った岩上やコケの生えた樹幹に着生する。

## 類似種など
かつてはヒカゲノカズラ属に含め、Lycopodium hamiltonii Spr. の学名が用いられた。
同属には着生して茎を束生するタイプのものは複数ある。ヨウラクヒバなどは胞子嚢穂が明確に区別できる。逆にスギランでは胞子嚢を着ける部分の葉が着けない部分の葉とほとんど区別できない。
種内の変異は大きく、種の範囲は明確になっていない。現時点では植物体の大きさの他、葉質も薄い紙質のものから厚い革質で光沢のあるものまで含めている。

## 保護の状況
環境省のレッドリストには特に取り上げられていないが、府県別のリストでは軒並み絶滅危惧I類ないしII類に指定されている。現象の理由としては森林伐採などによる生育環境の破壊と園芸目的の採取があげられている。